# 엠브레인
엠브레인은 대한민국의 시장조사전문기업이다. 1998년에 설립되었다. 정확한 환경분석과 미래에 대한 예측, 고객의 다양한 욕구 파악과 기업의 정확·신속한 대응 등에 기여하고자 하는 것이 설립 취지라고 밝혔다.
국내 리서치 회사 중에서는 유일하게 개인정보보호우수사이트 인증을 받았다.